# إفاغريوس البنطي

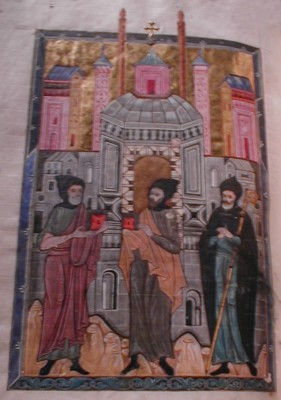
إفاغريوس البنطي (من اليسار، يوحنا السينائي وقديس آخر مجهول، أيقونة من القرن السابع عشر.

إفاغريوس البنطي (باليونانية: Εὐάγριος ὁ Ποντικός) ويعرف أيضاً باسم إفاغريوس المتوحد (345-399م.) راهب وناسك مسيحي. واحد من أكثر لاهوتيي الكنيسة تأثيراً في نهاية القرن الرابع ميلادي. كان مفكراً عميقاً وخطيباً مفوهاً وكاتباً موهوباً. تخلى إفاغريوس عن مهام كهنوتية واعدة بمستقبل باهر في القسطنطينية (عاصمة الامبراطورية آنذاك) ورحل إلى أورشليم (القدس) ليصبح راهباً في دير روفينيوس وميلانيا الكبيرة. ثم توجه إلى مصر وأمضى بقية حياته متنسكاً هناك. تتلمذ إفاغريوس على يد كبار آباء الكنيسة من أمثال القديس باسيل القيصري وغريغوري الناسنزي وماكارويوس.
هناك خمسة مصادر أساسية للمعلومات المتعلقة بحياة القديس إفاغريوس. أولاها سيرته الواردة في الفصل الثامن والثلاثين من كتاب الاسقف بالاديوس الغلاطي والذي كان تلميذاً وصديقاً لإفاعريوس. المصدر الثاني هو الكتاب المجهول المؤلف الذي يحمل اسم الاستفسار عن رهبان مصر، وهو عبارة عن مذكرات بعض الحجاج الذين زاروا مصر في شتاء 394-395. المصادر الثلاثة الأخيرة أكثر اقتضاباً وهي منحازة بعض الشيء وهي الأدبيات الأبوفاثيغماتية، وتاريخي سقراط وسوزومين.
ولد إفاغريوس في عائلة مسيحية في أسيا الصغري، وتتلمذ لدى القديس باسيل الكبير. حوالي عام 380 انضم إلى القديس غريغوري النزنزي في القسطنطينية، حيث كان غريغوري يتبوأ أسقفية المدينة، وتمت سيامته شماساً. حضر إفاغيريوس المجمع المسكوني الثاني الذي دعا إليه ثيودوسيوس الأول عام 381.
في القسطنطينية تعرض إفاغريوس لإغراءات دنيوية شديدة، كما كان محط مديح كثير من عارفيه. وبحسب بالاديوس فإنه وقع في غرام امرأة متزوجة. وسط تلك المغريات قيل أنه شاهد في الرؤيا وكأنه في سجن يحرسه جنود بإمرة زوج تلك المرأة. تحت تأثير الرؤيا وبعد تنبيه من ملاك ظهر له، قرر مغادرة المدينة إلى القدس.
أمضى إفاغريوس بعض الوقت في دير قريب من القدس مع ميلانيا الكبيرة وروفينوس. وهناك مرض مرضاً شديداً ولم يتعاف إلا بعد أن التحق بسلك الرهبنة. ثم ارتحل إلى مصر السفلى ليستقر في دير هناك عام 383. هناك أمضى آخر 14 عاما من حياته فتتلمذ على يدي القديسين ماكريوس الإسكندري ومكاريوس الكبير.

## وصلات خارجية
- إفاغريوس البنطي على موقع الموسوعة البريطانية (الإنجليزية)